# Ruta Nacional Doctor Hugo Batalla
Die Ruta Nacional Doctor Hugo Batalla, benannt nach Hugo Batalla, ist eine Nationalstraße in Uruguay.
Die fünf Kilometer lange Straße im Stadtgebiet von Montevideo entstand 1985 durch Umwandlung des südlichen Endes der Ruta 5 beziehungsweise des östlichen Endes der Ruta 1. Dieser Teil erhielt 2008 den heutigen Namen. Sie verbindet die beiden genannten Straßen mit der Uferstraße Rambla (Montevideo) und dem Bulevar Artigas.
Die Ruta Nacional Doctor Hugo Batalla bildet faktisch die westliche Zufahrt nach Montevideo (spanisch Accesos Oeste de Montevideo).